# 境川部屋

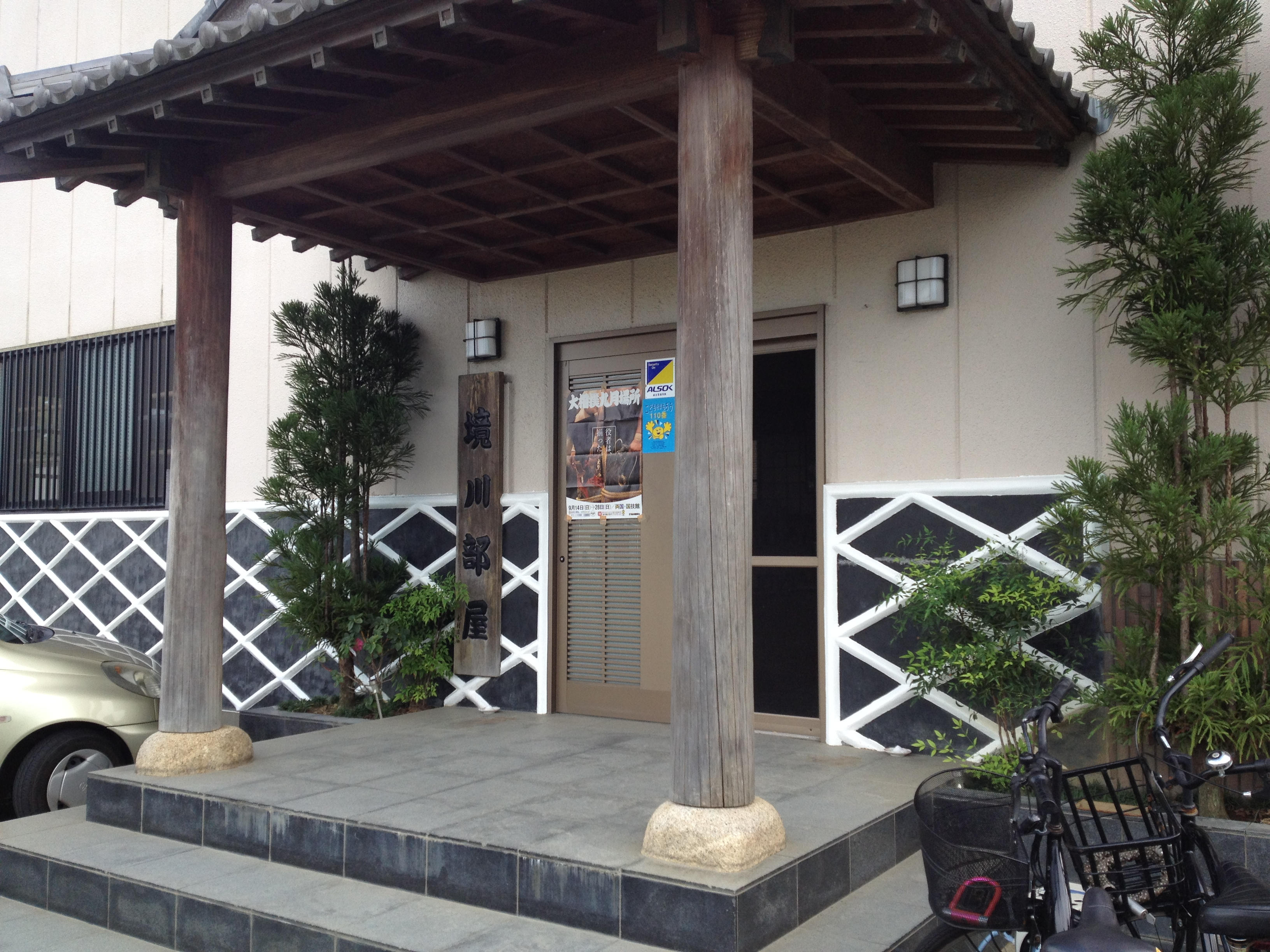
境川部屋

境川部屋（さかいがわべや）は、日本相撲協会に所属する出羽海一門の相撲部屋。ここでは前身の中立部屋についても説明する。

## 歴史
1992年12月に現役を引退して以降、出羽海部屋の部屋付き親方として後進の指導にあたっていた年寄・12代中立（元小結・両国）が、1998年5月に2人の内弟子と同郷の先輩である12代大鳴戸（元幕内・吉の谷）を連れ、出羽海部屋から分家独立して中立部屋を創設した。12代中立の師匠である12代境川（元横綱・佐田の山）が停年（定年）退職を迎える直前の2003年1月に、互いの年寄名跡を交換する形で12代中立は13代境川を襲名し、部屋の名称を境川部屋に変更した。
学生相撲出身者を積極的に迎え入れており、2002年3月場所に新十両へ昇進した岩木山を最初として、現在までに9人の関取を輩出している。2010年9月場所では当時在籍していた7人の現役関取が全員十両に在位して話題となった。2014年7月場所後には豪栄道が中立部屋時代を通じて部屋から初めての大関に昇進。2016年9月場所では豪栄道が同じく初の幕内最高優勝を果たした。13代境川はこの他に関脇・妙義龍らを育成している。
2022年2月1日、部屋付きの14代武隈（元大関・豪栄道）が独立して武隈部屋を創設した。

## 所在地
- 東京都足立区舎人4丁目3-16
- 日暮里・舎人ライナー見沼代親水公園駅徒歩3分[2]

## 師匠
中立部屋時代
- 12代：中立嗣人（なかだち ひでと、小結・両国、長崎）

境川部屋時代
- 13代：境川豪章（さかいがわ ひであき、小結・両国、長崎）

## 部屋付き親方
- 関ノ戸竜太（せきのと りゅうた、小結・岩木山、青森）
- 山科隆太（やましな りゅうた、前2・豊響、山口）
- 振分泰成（ふりわけ やすなり・関脇・ 妙義龍、兵庫）
- 立田川幸観（たつたがわ こうかん、前14・寶千山、青森）

## 力士

### 現役の関取経験力士
- 平戸海雄貴（小結・長崎）
- 佐田の海貴士（前1・熊本）
- 對馬洋勝満（十9・長崎）
- 西ノ龍龍太朗（十両・大阪）

### 幕内

#### 大関
- 豪栄道豪太郎（大阪）

#### 関脇
- 妙義龍泰成（兵庫）

#### 小結
- 岩木山竜太（青森） - 中立部屋時代に入門。

#### 前頭
- 豊響隆太（前2・山口）
- 佐田の富士哲博（前2・長崎） - 中立部屋時代に入門。
- 寶智山幸観（前14・青森） - 中立部屋時代に入門。

### 十両
- 城ノ龍康允（十1・モンゴル） - 中立部屋時代に入門。

## 人命救助
2020年6月10日早朝、境川部屋の付近を流れる毛長川にて女性が橋から転落した。通りかかった男性が110番通報をし、一緒にいた女性がすぐさま近くにある境川部屋へ救援を求めたという。女性の叫び声を聞いた親方が力士約20人に「すぐ行け!」と救助に向かわせ、岸辺に流された女性を彼らが引き上げて救助した。所轄の竹の塚警察署からは、境川部屋や救助に携わった男性らに感謝状を贈る予定であると伝えられた。親方はまた「救助された女性をそっとしておいてあげてほしい。ぺらぺら語るのはかわいそう」と、女性の心境を推し量った上で「いいことをしたとかはサラサラない。男として当たり前のことをしただけ」とだけ、取材記者に語った。2005年7月に当時三段目の薩喜海が名古屋場所中の愛知県内で火災現場に遭遇、人命救助を行って名前を告げず現場を去ったが、後日、愛知・江南消防署から感謝状を贈られていたことも併せて報道された。

## 取組中の事故
2021年3月26日（3月場所13日目）、同部屋所属で東三段目65枚目の響龍光稀が、取組ですくい投げを受けた際に頭から落ちた。意識はあったがうつぶせ状態のまま立つことができず、約1分後に呼び出し3人が仰向けにし、約6分後に担架に乗せられて土俵を降り、東京都内の病院に救急搬送された。入院後の響龍は寝たきりの状態が続いており、肺血栓を患っていたものの徐々に麻痺した体が動くようになっていた。しかし同年4月28日に容態が急変、急性呼吸不全で同日亡くなった。
2023年1月29日に行われた豊響（響龍の高校の先輩）の引退相撲では、止め鋏の1人前に響龍の遺影が土俵に上がり、先に鋏を入れていた佐田の海が響龍の分として続けて鋏を入れた。その後、響龍の母親が書いた本名名義の祝辞が司会の藤井康生によって読み上げられ、豊響は感涙した。